# Конфликт в Каприви
Конфликт в Каприви (англ. Caprivi conflict) — боевые действия между войсками Намибии и сепаратистской группировкой Армия освобождения Каприви. Полоса Каприви — исторический регион, расположенный в северо-восточной части Намибии. В 1994 году в регионе вспыхнули беспорядки, связанные с тем, что этническое большинство региона, народ лози, решило отделиться от остальной части страны.

## Ход конфликта

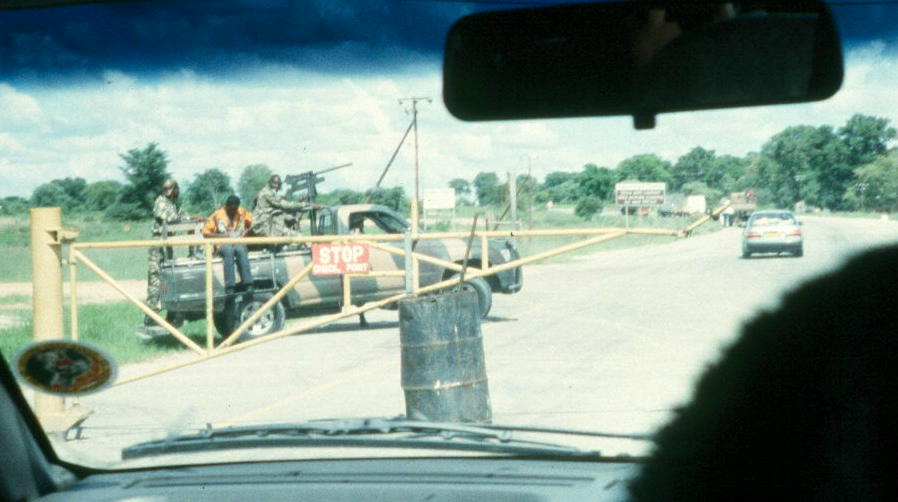
Военный патруль в Каприви

Армия освобождения Каприви была основана в 1994 году. Целью конфликта было получение регионом независимости.
В октябре 1998 года Силы обороны Намибии при поддержке Special Field Force обнаружили лагерь обучения КЛА, после чего произошло вооружённое столкновение. В результате 2 500 человек бежали в Ботсвану, из них около 100 человек имели оружие. Среди них были также два лидера: Мишаке Муйонго и вождь племени мафве Бонифац Мамили. Оба получили политическое убежище в Дании. Намибия безуспешно требовала от Дании и Ботсваны выдачи повстанцев. Президент Намибии Сэм Нуйома назвал участников КЛА «предателями и убийцами» и заявил, что они будут наказаны за свои преступления.
В ночь 2 августа 1999 года КЛА совершила неожиданные нападения на военную базу, государственную радиостанцию, пограничный пост Ванелла и полицейскую станцию в городе Катима-Мулило, столице региона Каприви. Силы обороны Намибии были застигнуты врасплох. Во время боя между правительственными войсками и КЛА погибло 15 человек. Во всём регионе было объявлено чрезвычайное положение. Были арестованы предполагаемые сторонники Армии освобождения Каприви. Мишаке Муйонго заявил, что «восстание было только началом», однако больше подобных вспышек не возникало.
В истории конфликта было много раз замечено нарушение прав человека. В совершении данного преступления в отношении населения Каприви были обвинены Силы обороны Анголы и Намибии, а также УНИТА.

## Последствия конфликта
В 1999 году 132 предполагаемых участника были арестованы, обвинены в государственной измене, убийстве и ряде других преступлений. Данное судебное разбирательство известно как «Процесс по делу об измене в Каприви». Результат так и не был опубликован, на что неоднократно жаловалась Международная амнистия.
7 октября 2002 года Армия освобождения Каприви заявила о том, что народ Итенге (так сепаратисты именуют этот регион) полностью порвал связи с Намибией и провозглашает свободное суверенное государство (англ. Free State of Caprivi Strip — Itenge). Никаких практических последствий, однако, эта декларация не имела.